# De Goeje Geb
Il De Goeje Geb (658 m) si trova nel Massiccio della Guiana, vicino al Maroni e quindi al confine con la Guyana francese.